# Sabejci
Sabejská říše neboli Sába byla ještě v 1. polovině 1. tisíciletí před n. l. nejvýznamnější arabskou říší. Vládli v ní mukaribové ‒ kněží a králové v jedné osobě, kteří dohlíželi jak na politické záležitosti, tak i na polyteistické uctívání božstev Slunce, Měsíce a hvězd. Při archeologickém průzkumu poblíž města Maribu byl objeven chrám boha Měsíce, který pochází ze 7. století před n. l. Nejstarší zprávy o Sabejcích pocházejí z 2. tisíciletí před n. l. O Sabejcích se též zmiňují asyrské nápisy pořízené za vlády Tiglatpilesara III. a Sargona II.

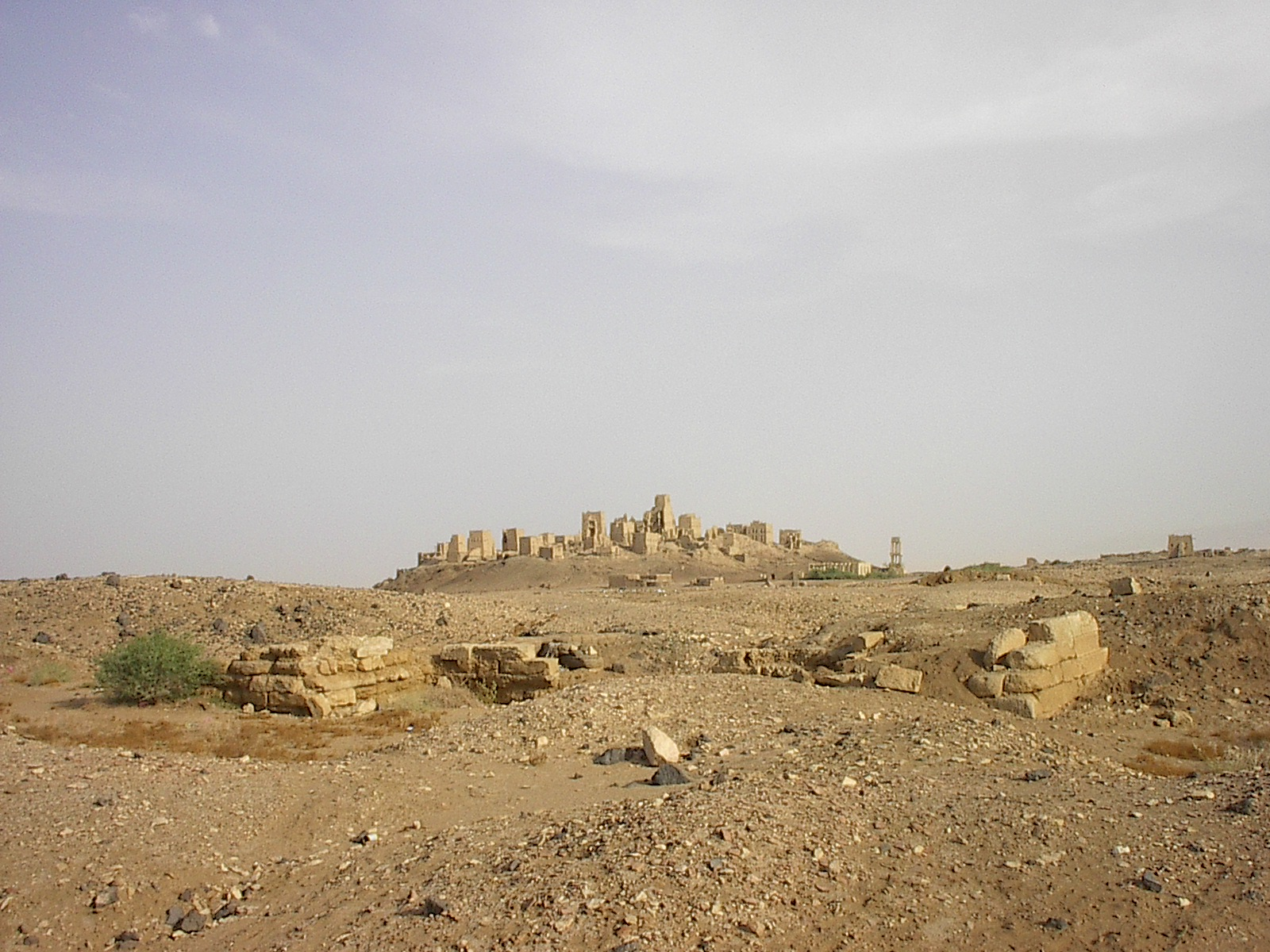
Ruiny Starého Maribu, hlavního města Sáby

Sabejci byli původně kočovným kmenem s velbloudy, jehož rodový původ sahá až k Šebovi, vnukovi Abraháma a Ketury. V době krále Šalomouna již ale nekočovali. Usadili se totiž ve východní oblasti dnešního Jemenu. Někteří badatelé se domnívají, že legendární královna ze Sáby pocházela právě odtud.